# Irina Armstrong
Irina Armstrong (russisch Ирина Армстронг; * 6. Dezember 1970 in Wologda, Russische SFSR als Irina Loginowa) ist eine russisch-deutsche Dartspielerin. Seit 2012 tritt sie bei internationalen Turnieren für Deutschland an und avancierte seitdem zur besten deutschen Dartspielerin.

## Leben
Armstrong wurde 1970 als Irina Loginova im sowjetischen Wologda geboren. Im Alter von 20 Jahren zogen sie nach Deutschland.
Ihren Ehemann John Armstrong lernte sie in einem Café in Aachen kennen. Mit ihm hat sie zwei Kinder.
Inzwischen lebt sie mit ihrer Familie in Gangelt.

## Karriere
Während ihrer ersten Schwangerschaft 2001 beendete Armstrong ihre Bowling-Karriere und begann in der niederländischen Bar ihres Mannes mit dem Dartspielen. Ihr erster Erfolg gelang ihr schnell bei den Brabant Open 2002, als sie das Damenturnier gewann.
Neben den Turnieren der British Darts Organisation und World Darts Federation spielte Armstrong auch regelmäßig regionale Turniere, so zum Beispiel auch die holländische Superleague.
Bei internationalen Turnieren spielte sie zu dieser Zeit noch für ihr Geburtsland Russland. So auch als sie 2006 die Belgium Open und ein Jahr später die Finland Open gewann.
2007 war sie auch erstmals Teil des russischen Nationalteams beim WDF World Cup. Gemeinsam mit Anastassija Dobromyslowa gewann sie das Finale des Dameneinzels gegen die Schwedinnen Carina Ekberg und Maud Jansson.
Im November 2007 nahm Armstrong erstmals beim World Masters teil und schied im Achtelfinale aus. 2008 folgten mit den Dortmund Open, den French Open und dem German Gold Cup die nächsten Titel. Beim WDF Europe Cup spielte sich Armstrong im Einzel bis ins Viertelfinale und im Doppel ins Halbfinale. Auch beim World Masters erreichte Armstrong erstmals das Viertelfinale, wo sie mit 0:4 gegen Julie Gore verlor.
2009 spielte Armstrong dann erstmals beim WDF World Cup mit und erreichte das Achtelfinale. Außerdem qualifizierte sie sich für das Zuiderduin Masters, wo sie im Viertelfinale gegen die aktuelle Weltmeisterin Francis Hoenselaar gewann, bevor sie an Titelgewinnerin Julie Gore scheiterte.
Im Januar 2010 trat Armstrong erstmals bei der BDO World Darts Championship an. Im Viertelfinale traf sie auf Deta Hedman, die in diesem Turnier ihr Comeback feierte, und verlor mit 0:2 in Sätzen.
Daraufhin nahm sie an zwei Turnieren der Players Championships 2010 in Gladbeck teil ohne ein Spiel zu gewinnen. Einen Turniersieg gab es erst wieder im Juni bei den Swiss Open, als sie sich bei Deta Hedman revanchieren konnte.
Ebenfalls nahm sie an der ersten und bisher einzigen PDC Women’s World Darts Championship teil. In der ersten Runde war erneut Hedman die Gegnerin, gegen die Armstrong bei der 0:4-Niederlage chancenlos war. Zu einer weiteren Niederlage gegen sie kam es im Finale der Swedish Open 2010. Beim World Masters schied Armstrong erneut im Achtelfinale aus, bevor sie die Czech Open schließlich gegen Hedman gewann. Beim Zuiderduin Masters verlor sie dann mit 3:4 im Viertelfinale gegen Karin Krappen.
Bei der BDO World Darts Championship 2011 gewann Armstrong erstmals ein WM-Spiel, indem sie Lorraine Farlam mit 2:0 schlagen konnte. Im Halbfinale traf sie dann auf Rekord-Weldmeisterin und spätere Titelträgerin Trina Gulliver und verlor mit 0:2 in Sätzen.
Ein Halbfinale erreichte Armstrong auch bei den Dutch Open. Siege setzte es bei den Denmark Open und den Swedish Open, beim World Masters jedoch wieder nur das Achtelfinale. Auch die Zuiderduin Masters verliefen enttäuschend, wo ihr kein Sieg gelang. Erstmals qualifizierte sich Armstrong auch wieder nicht für die Weltmeisterschaft.
Im März 2012 verlor Armstrong das Finale des Hal Open gegen Deta Hedman. Zu einem Sieg kam es erst wieder Anfang Oktober bei den French Open. Dazu kam Ende des Monats der Turniertitel beim Tops of Ghent gegen Trina Gulliver. Ins Achtelfinale kam sie dann beim Einzelwettbewerb des WDF Europe Cups.
Bei der BDO World Darts Championship 2013 war Armstrong dann wieder dabei. Im Viertelfinale verlor sie jedoch gegen Sharon Prins.
In der Saison 2013 blieben jedoch die Halbfinalteilnahmen weitgehend aus. Für einen großen Erfolg sorgte sie jedoch beim WDF World Cup, als sie im Einzel bis ins Finale einziehen konnte. Die Gegnerin dort war abermals Deta Hedman, welche das Turnier dann auch mit 7:5 im Endspiel gewann. Beim World Masters wiederholte sich die Partie im Viertelfinale, erneut war Hedman siegreich.
Bei der BDO World Darts Championship 2014 konnte Armstrong ihre Niederlage gegen Sharon Prins aus dem Vorjahr wieder gut machen und besiegte sie in Runde 1 mit 2:0. Im Viertelfinale spielte sie dann erneut gegen Angstgegnerin Deta Hedman und verlor mit 0:2.
Bei der BDO World Trophy 2014 gewann Armstrong in Runde 1 gegen Sue Gulliver mit 4:1, bevor sie endlich wieder einmal einen Sieg gegen Hedman einfahren konnte. Das Viertelfinale gewann sie mit 5:3. Das Halbfinale gegen Anastassija Dobromyslowa ging jedoch mit 3:6 verloren.
Daraufhin erreichte sie das Finale bei den German Masters, den Denmark Masters und den French Open, verlor dabei jedes Mal gegen Deta Hedman. Beim WDF Europe Cup im Einzel kam Armstrong ins Halbfinale. Das Doppel gewann sie gemeinsam mit Anne Willkomm im Finale gegen Aileen de Graaf und Anneke Kuijten aus den Niederlanden mit 6:5. Sie holten damit die erste Goldmedaille beim Europe Cup für Deutschland seit 1992.
Beim World Masters jedoch scheiterte Armstrong erneut im Achtelfinale, diesmal an Fallon Sherrock. Bei der BDO World Darts Championship 2015 schied Armstrong wieder in Runde eins aus und zwar wie im Vorjahr gegen Anastassija Dobromyslowa mit 0:2.
Kurz darauf gewann sie den German Gold Cup und das Münsterland Classic. Ansonsten war 2015 ein wenig erfolgreiches Jahr für Armstrong. Ausnahme war dabei die Silbermedaille beim WDF World Cup im Teamwettbewerb. Sie scheiterte jedoch an der Qualifikation für die Weltmeisterschaft 2016.
Den Doppelheader aus Kirchheim Open und Kirchheim Classic Ende Januar entschied sie dann komplett für sich. Ansonsten waren wenig Erfolge im Jahr 2016 oder auch 2017 zu verbuchen. Die Qualifikation für die BDO-Majors gelang ihr ab sofort nicht mehr.
Ende 2018 versuchte sich Armstrong an der Qualifikation für die PDC World Darts Championship 2019. Sie verlor jedoch gegen Finalistin Silvia Dolores Keller.
2019 erreichte sie dann ein Halbfinale bei den German Masters, dass sie gegen Lorraine Winstanley verlor. Im Februar 2020 kam ein Viertelfinale bei den Dutch Open hinzu. Die COVID-19-Pandemie unterbrach jedoch ihre Karriere und besonders den Damen-Turnierkalender.
Ihr Comeback auf internationaler Ebene gab sie schließlich im Juni 2022 bei den Dutch Open, wo sie direkt das Halbfinale erreichte. Auf dem Weg dahin schlug sie früh Anca Zijlstra und weitere deutsche Teilnehmerinnen wie Silke Lowe und Lena Zollikofer, bevor sie mit 2:4 gegen Rhian O’Sullivan verlor.
Ende 2022 nahm Armstrong am WDF World Masters teil. sie schied hierbei in der Runde der letzten 32 gegen Landsfrau Stefanie Rennoch mit 4:5 aus. Bei den am gleichen Wochenende ausgetragenen World Open hieß ihre letzte Gegnerin ebenfalls Steffi Rennoch. Hier verlor sie im Achtelfinale mit 1:4.
Bei den Slovak Masters Ende Februar kam Armstrong ins Achtelfinale, welches sie gegen die Landsfrau Monique Leßmeister verlor. Einen Tag später gewann sie jedoch die Slovak Open gegen die Tschechin Jitka Cisařová mit 5:1. Ende April gewann Armstrong das Iceland Masters. Im Finale besiegte sie die US-Amerikanerin Tracy Feiertag mit 5:2. Beim Iceland Open am gleichen Wochenende kam sie außerdem ins Halbfinale. Eine Woche später spielte sie sich auch bei den Denmark Open ins Finale. Dies verlor sie jedoch mit 2:5 gegen Noa-Lynn van Leuven aus den Niederlanden. Ein Sieg hätte die Teilnahme an der WDF World Darts Championship 2024 bedeutet. Ende Juli 2023 wurde bekannt, dass Irina als Teil des Damen-Nationalteams des DDV Deutschland beim WDF World Cup 2023 vertreten wird. Dort schied sie im Einzel bereits im zweiten Spiel gegen die Schwedin Vicky Pruim aus. Im Doppel schafften sie und Anne Willkomm es ins Achtelfinale. Das Deutsche Damenteam verlor ebenfalls im Achtelfinale, als man 2:9 England unterlag.
Kurz darauf Anfang Oktober spielte sich Armstrong sowohl bei den Belfry Open als auch den Bruges Open ins Viertelfinale. Bei beiden Turnieren unterlag sie dabei Kirsty Hutchinson. Auch in Lettland Ende des Monats war Armstrong erfolgreich. Nachdem sie bei den Latvia Open im Finale noch Maud Jansson mit 3:5 unterlag, konnte sie die Riga Open gegen Margaret Sutton mit 5:3 für sich entscheiden.
Ende Januar 2024 stand Armstrong beim Romanian Classic im Halbfinale, unterlag aber Deta Hedman. Mitte April gewann Armstrong das Budapest Classic. Dafür schlug sie im Finale Veronika Ihász mit 5:2. Anfang Juni unterlag sie im Finale der Swiss Open Lisa Ashton mit 3:5. Bei den Helvetia Open am gleichen Wochenende ging es ins Halbfinale, welches sie gegen die spätere Titelträgerin Paula Jacklin verlor. Mitte September gewann Armstrong die Italian Open, indem sie sich im Finale mit 5:4 gegen Aletta Wajer durchsetzte. Auch beim Italian Grand Masters stand sie im Finale, unterlag aber Lerena Rietbergen. Bei beiden Turnieren gewann sie das Halbfinale gegen Anca Zijlstra mit 1:4.
Mitte Oktober nahm Armstrong beim World Masters 2024 in Budapest teil. Ohne Niederlage spielte sie sich dabei durch die Gruppenphase. Die darauffolgende K.-o.-Phase begann für Armstrong mit Siegen über Paula Jacklin und Mandy Smith aus England, bevor sie auch Veronika Ihász und Gréta Tekauer aus Ungarn schlagen konnte – letztere mit einem knappen 5:4-Sieg. Im Halbfinale traf sie jedoch auf die Topfavoritin Beau Greaves und blieb mit 0:5 chancenlos. Anfang November nahm Armstrong an den Malta Open und Malta Masters teil. Bei den Masters scheiterte sie im Viertelfinale, bei den Open unterlag sie im Halbfinale der Siegerin Lerena Rietbergen mit 3:4.
Bei der WDF World Darts Championship 2024 war Armstrong an Position sieben gesetzt. Ihr erstes Spiel bestritt sie gegen Sophie McKinlay aus Schottland. Bis zum dritten Satz wurden alle Legs gespielt, dann brach Armstrong jedoch ein, sodass sie das Spiel mit 1:2 verlor.
Ende Januar erreichte Armstrong das Halbfinale beim Romanian Classic, welches sie mit 0:4 gegen Lerena Rietbergen verlor. Bei den Dutch Open schied Armstrong in der Runde der letzten 32 gegen Astrid Trouwborst aus.
Mitte Februar erreichte Armstrong das Finale bei den Scottish Open. Mit 4:5 unterlag sie hier knapp Lorraine Hyde. Bei den Denmark Masters Anfang Mai schied Armstrong im Halbfinale aus. Ein weiterer Achtungserfolg gelang Armstrong bei den Toronto Area Open. Bei dem Turnier in Kanada spielte sich Armstrong nach Siegen unter anderem über Eve Watson und Tracy Feiertag ins Finale. In diesem unterlag sie allerdings Deta Hedman mit 2:5.

## Titel

### WDF
- Silber-Turniere:
  - Slovak Open: (1) 2023
  - Italian Open: (1) 2024
- Bronze-Turniere:
  - Iceland Masters: (1) 2023
  - Riga Open: (1) 2023
  - Budapest Classic: (1) 2024
- Cups:
  - WDF World Cup Doppel: (1) 2007
  - WDF Europe Cup Doppel: (1) 2014

## Weltmeisterschaftsresultate

### BDO
- 2010: Viertelfinale (0:2-Niederlage gegen  Deta Hedman)
- 2011: Halbfinale (0:2-Niederlage gegen  Trina Gulliver)
- 2013: Viertelfinale (1:2-Niederlage gegen  Sharon Prins)
- 2014: Viertelfinale (0:2-Niederlage gegen  Deta Hedman)
- 2015: 1. Runde (0:2-Niederlage gegen  Anastassija Dobromyslowa)

### PDC
- 2010 (Damen): 1. Runde (0:4-Niederlage gegen  Deta Hedman)

### WDF
- 2024: Achtelfinale (1:2-Niederlage gegen  Sophie McKinlay)